# 전광초특급 히카리안
전광초특급 히카리안(국내명 : 마하특급 델타트레인)은 2002년에 다카라토미에서 제작한 애니메이션 시리즈이다. 대한민국에서는 2003년 11월 11일부터 2004년 5월 25일까지 KBS에서 방영되었다.

## 주제가
- 오프닝 - 노래: 이정열

## 같이 보기
- 초특급 히카리안